# A Moon Shaped Pool
| Recensione          | Giudizio |
| ------------------- | -------- |
| Consequence         | 9.1/10   |
| Ondarock            | 7.5/10   |
| Piero Scaruffi      | 6/10     |
| Pitchfork           | 9.1/10   |
| Pretty Much Amazing | 10/10    |
| The Daily Telegraph | 10/10    |

A Moon Shaped Pool è il nono album in studio del gruppo musicale britannico Radiohead, pubblicato l'8 maggio 2016 dalla XL Recordings.
Anticipato dai singoli Burn the Witch e Daydreaming, l'album ha ricevuto un'ottima accoglienza sia da parte del pubblico sia dalla critica specializzata, posizionandosi in vetta alle classifiche di diversi paesi.

## Descrizione
I Radiohead hanno iniziato a lavorare a A Moon Shaped Pool al termine del loro tour del 2012 ed è stato registrato sotto la supervisione del loro storico produttore Nigel Godrich presso La Fabrique di Saint-Rémy-de-Provence. La maggior parte dei brani presenti nell'album erano già stati eseguiti dal vivo diversi anni prima dal gruppo oppure composti originariamente per altre pubblicazioni: il primo singolo Burn the Witch era stato realizzato durante le sessioni di registrazione per Kid A, il brano conclusivo True Love Waits risale al 1995 mentre Identikit e Ful Stop erano state suonate dai Radiohead durante il tour del 2012.

## Tracce
Testi e musiche dei Radiohead.
1. Burn the Witch – 3:40
2. Daydreaming – 6:24
3. Decks Dark – 4:41
4. Desert Island Disk – 3:44
5. Ful Stop – 6:07
6. Glass Eyes – 2:52
7. Identikit – 4:26
8. The Numbers – 5:45
9. Present Tense – 5:06
10. Tinker Tailor Soldier Sailor Rich Man Poor Man Beggar Man Thief – 5:03
11. True Love Waits – 4:43

## Formazione
Gruppo
- Thom Yorke – voce, chitarra, pianoforte, tastiera
- Jonny Greenwood – chitarra, tastiera, sintetizzatore, pianoforte
- Ed O'Brien – chitarra, cori
- Colin Greenwood – basso, tastiere, sintetizzatore
- Philip Selway – batteria, percussioni, cori

Altri musicisti
- London Contemporary Orchestra – strumenti ad arco, coro femminile
- Hugh Brunt – conduzione orchestra
- Clive Deamer – batteria aggiuntiva (traccia 5)

Produzione
- Nigel Godrich – produzione, ingegneria, missaggio
- Sam Pretts-Davies – ingegneria
- Maxime LeGuil – assistenza ingegneria
- Robert C. Ludwig – mastering

## Classifiche

### Classifiche settimanali
| Classifica (2016)         | Posizione massima |
| ------------------------- | ----------------- |
| Australia                 | 2                 |
| Austria                   | 4                 |
| Belgio (Fiandre)          | 1                 |
| Belgio (Vallonia)         | 3                 |
| Canada                    | 2                 |
| Danimarca                 | 5                 |
| Finlandia                 | 3                 |
| Francia                   | 5                 |
| Germania                  | 3                 |
| Irlanda                   | 1                 |
| Italia                    | 2                 |
| Norvegia                  | 1                 |
| Nuova Zelanda             | 2                 |
| Paesi Bassi               | 2                 |
| Portogallo                | 1                 |
| Regno Unito               | 1                 |
| Spagna                    | 4                 |
| Stati Uniti               | 3                 |
| Stati Uniti (alternative) | 1                 |
| Stati Uniti (rock)        | 1                 |
| Svezia                    | 3                 |
| Svizzera                  | 1                 |

### Classifiche di fine anno
| Classifica (2016) | Posizione |
| ----------------- | --------- |
| Islanda           | 100       |